# (53319) 1999 JM8
(53319) 1999 JM8 è un asteroide Apollo scoperto da osservazioni condotte nell'ambito del Programma LINEAR dall'osservatorio di Socorro, in Nuovo Messico, il 13 maggio 1999.
Presenta un'orbita caratterizzata da un semiasse maggiore pari a 2,725 au (407 654 198 km) e da un'eccentricità di 0,6416, inclinata di 13,84° rispetto all'eclittica. L'asteroide transita periodicamente in prossimità della Terra.
Con i suoi 7 km di diametro, tra gli asteroidi potenzialmente pericolosi noti, è quello di maggiori dimensioni.

## Osservazione
1999 JM8 è generalmente piuttosto difficile da osservare, se non con potenti strumenti osservativi. La sua magnitudine, infatti, è compresa generalmente tra 16,5 e 22,5.
Durante i periodici passaggi ravvicinati alla Terra, l'asteroide può risultare più luminoso. In particolare, durante il passaggio del 1999 raggiunse un magnitudine prossima a 14,5; in quello ancora più stretto del 1981, raggiunse una magnitudine di 12,5. Ad ogni modo, l'asteroide in quelle occasioni non fu osservato. Nell'avvicinamento del settembre del 2075 dovrebbe raggiungere la quindicesima magnitudine In tali circostanze, è osservabile anche con piccoli telescopi.

## Storia osservativa

### Scoperta
1999 JM8 è stato scoperto il 13 maggio 1999 come un oggetto con magnitudine 16,4, nell'ambito del progetto LINEAR, un programma di ricerca del Lincoln Laboratory del MIT, in collaborazione con l'USAF e la NASA, per l'individuazione sistematica dei NEO (near-Earth object) tramite il telescopio GEODSS di un metro di apertura situato a Socorro, nel Nuovo Messico.
Furono in seguito trovate immagini di prescoperta acquisite nell'aprile del 1990 da Eleanor Francis Helin dall'osservatorio di Monte Palomar. In tale occasione l'asteroide era stato designato 1990 HD1.
1999 JM8 è ancora identificato, al 2020, con la sua designazione provvisoria, non essendogli ancora stato attribuita una denominazione definitiva.

### Osservazioni successive
Nel 1999, grazie alle condizioni favorevoli di visibilità determinate dal passaggio in prossimità della Terra avvenuto nel luglio di quell'anno, l'asteroide fu oggetto di molteplici osservazioni, volte principalmente a rilevarne la posizione per la determinazione della sua orbita. Inoltre, tra il 18 luglio e il 9 agosto di quello stesso anno, 1999 JM8 fu oggetto di osservazioni radar dagli osservatori Goldstone e Arecibo. Tali osservazioni permisero di rilevare la forma dell'asteroide, portando all'identificazione di alcuni crateri sulla sua superficie, di stimare le sue dimensioni, la sua albedo e valutare alcune proprietà del suo moto di rotazione. Inoltre, permisero di determinare la sua orbita con sicurezza. Nel 2002, era l'asteroide near-Earth di cui era nota l'orbita con maggiore affidabilità per un periodo di quasi tre millenni, dal 293 al 2097.
Tra il 2002 e il 2006 si registrarono solo una manciata di osservazioni, con la complicità del fatto che l'asteroide avesse mantenuto una magnitudine compresa tra la diciannovesima e la ventiduesima in quel periodo. Registrazioni più assidue della sua posizione sono riprese nel 2007 e proseguite nel 2008, quando c'è stato un secondo passaggio ravvicinato alla Terra, sebbene ad una distanza più di cinque volte superiore del precedente. Da allora, l'asteroide è stato regolarmente rilevato nell'ambito delle osservazioni dei programmi di ricerca automatica dei NEO, il Catalina Sky Survey, il Mount Lemmon Survey, Pan-STARRS, ATLAS e NeoWISE.

## Parametri orbitali e rotazione
1999 JM8 orbita a una distanza media dal Sole di 407,7 milioni di km, pari a circa 2,72 au, e completa una rivoluzione in 1643,6 giorni, corrispondenti a 4 anni e 6 mesi. L'orbita è inclinata di 13,8° rispetto al piano dell'eclittica; per via della sua elevata eccentricità, pari a 0,64, la distanza tra l'asteroide e il Sole varia di circa 523 milioni di chilometri tra i due apsidi: il perielio, punto dell'orbita in cui si verifica il massimo avvicinamento al Sole, è a 0,98 au dalla stella, mentre l'afelio, punto dell'orbita in cui si verifica il massimo allontanamento dal Sole, è a 4,47 au. L'orbita di 1999 JM8 interseca dunque sia quella della Terra (qualificandolo come asteroide Apollo), sia quella di Marte. Lo porta, inoltre, a 0,84 au dall'orbita di Giove.

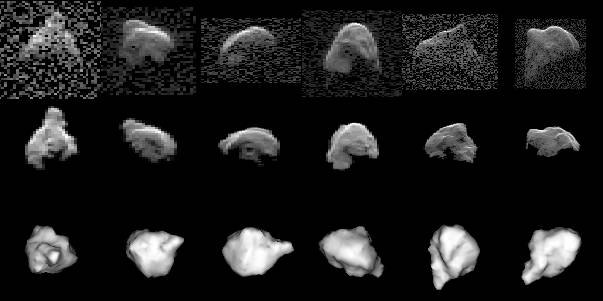
Immagini radar e modello 3D dell'asteroide.

La minima distanza tra l'orbita di 1999 JM8 e quella della Terra (Minimum Orbit Intersection Distance, MOID) è pari a 0,02472 au (3 698 059 km), ovvero 9,62 volte la distanza che separa la Terra dalla Luna. Avendo una MOID con la Terra inferiore a 0,05 e magnitudine assoluta inferiore a +22, è incluso anche tra gli asteroidi potenzialmente pericolosi (PHA). 1999 JM8 si avvicina alla Terra circa ogni 9 anni, tuttavia solo alcuni incontri sono particolarmente stretti da risultare significativi. In particolare, il passaggio più stretto in prossimità della Terra del XX secolo è avvenuto l'8 agosto 1990, quando l'asteroide è transitato a 0,03348 au (5 008 537 km) dal nostro pianeta. L'incontro è stato seguito il 30 luglio 1999 e il 30 maggio 2008 da due passaggi, rispettivamente a 0,05682 au (8 500 151 km) e 0,31542 au (47 186 160 km) dalla Terra. Il prossimo incontro è previsto per il 15 settembre 2075, quando l'asteroide transiterà a 0,25584 au (38 273 119 km) dal nostro pianeta.
Nel I millennio, 1999 JM8 ha avuto anche alcuni incontri con Giove a distanze inferiori all'unità astronomica. Tuttavia, non se ne sono verificati altri nel millennio successivo, né se ne verificheranno nel prossimo.
Il periodo di rotazione è stato stimato in 136 ore (5,7 giorni), piuttosto lungo per un asteroide delle dimensioni di 1999 JM8. Sembrerebbe tuttavia che l'asteroide non ruoti attorno all'asse principale d'inerzia caratterizzato dal momento maggiore. La rotazione quindi non è perfettamente periodica e il periodo indicato potrebbe essere un multiplo di quello effettivo.

## Caratteristiche fisiche
Con un diametro stimato in 7 km, 1999 JM8 è l'oggetto noto di maggiori dimensioni nella popolazione degli asteroidi potenzialmente pericolosi. 1999 JM8 ha forma irregolare, con protuberanze e sfaccettature.
Osservazioni condotte nel 1999 con l'Infrared Telescope Facility presso Mauna Kea hanno portato Richard Binzel e colleghi ha inserire 1999 JM8 nella classe spettrale degli asteroidi di tipo X. Sono così classificati asteroidi con caratteristiche molto diverse gli uni dagli altri, appartenenti alla porzione esterna della fascia principale. Quelli con un'albedo molto bassa sono raggruppati in una sottoclasse, gli asteroidi di tipo P, posta in relazione con le condriti carbonacee. Effettivamente, uno studio del 2015 ha classificato 1999 JM8 tra gli asteroidi di tipo P. In uno studio successivo del 2016 in cui è stata analizzata la tassonomia della popolazione degli asteroidi geosecanti e areosecanti, 1999 JM8 è stato classificato come asteroide di tipo C.

## Superficie
La superficie dell'asteroide 1999 JM8 è stata osservata in parte attraverso le osservazioni radar del 1999. Nelle immagini acquisite sono visibili dei rilievi o protuberanze, di una delle quali è stata stimata l'altezza in 400 metri, e diverse concavità. Inoltre, sono stati osservati diversi crateri da impatto, con dimensioni comprese tra 100 m e un chilometro. Significativamente, uno dei crateri più piccoli è apparso circondato da un annulus. Una concavità di circa 2 km di diametro, la maggiore visibile sull'asteroide, non è stata identificata chiaramente come un cratere.
Osservazioni radar successive hanno rilevato che la superficie dell'asteroide è ricoperta da uno strato di regolite, di cui però non è stato possibile stimare la profondità.
1999 JM8 è un oggetto scuro, con un'albedo tra 0,02 e 0,06, ovvero che riflette tra il 2 e il 6% della luce incidente. Se l'albedo risultasse più prossimo al valore inferiore dell'intervallo, come sostenuto da alcuni, ciò giustificherebbe l'inserimento dell'asteroide tra quelli di tipo P; viceversa, apparterrebbe agli asteroidi di tipo C.

## Rischio d'impatto
Come spiegato da Brian Marsden, direttore del Minor Planet Center, «da un punto di vista prettamente pratico, siamo davvero interessati a domandarci se ci sarà una collisione con la Terra nei prossimi due secoli» e la probabilità che 1999 JM8 possa impattare sulla Terra sarà nulla per tutto il millennio seguente alla sua scoperta. Tuttavia, le sue dimensioni sono tali che, se dovesse colpire la Terra in un remotissimo futuro, potrebbe causare incendi globali, cui seguirebbero un'estinzione di massa e uno stravolgimento climatico. La ricerca sugli oggetti near-Earth ha proprio lo scopo di individuare quei corpi celesti che potrebbero rappresentare un rischio in futuro e programmare delle strategie per allontanare la minaccia da loro rappresentata.